# Schederberge
Schederberge ist ein Dorf mit 46 Einwohnern im nördlichen Sauerland und gehört zur Kreisstadt Meschede im Hochsauerlandkreis, Nordrhein-Westfalen. Es ist vor allem bekannt für das jährlich im letzten Juliwochenende stattfindende Schützenfest, bei dem der Vogel traditionell mit Knüppeln abgeworfen wird.

## Geographie
Schederberge liegt südöstlich der Stadt Meschede und südlich des Arnsberger Waldes. Der höchste Punkt von Schederberge ist der Vogelsang (680 m), der niedrigste Punkt liegt bei 400 m ü. NHN.
Im Tal südlich befindet sich die 2009 stillgelegte Veramed-Klinik, welche zuvor Menschen mit Atemwegserkrankungen und später Tumorpatienten behandelte.
Anfang 2007 wurden große Teile der Schederberger Wälder, wie auch im restlichen Südwestfalen, durch das Orkantief Kyrill zerstört. Das Dorf ist vom Landschaftsschutzgebiet Offenland um Schederberge umgeben.

### Verkehrsanbindung
Von Schederberge gibt es jeweils eine direkte Straßenverbindung in die Nachbardörfer Klause und Wehrstapel sowie nach Meschede. Außer dem Schulbus, der während der Schulzeit täglich zweimal die Grundschule in Remblinghausen sowie die weiterführenden Schulen in Meschede(August-Macke-Schulzentrum) anfährt, gibt es keine Buslinien die durch Schederberge führen.